# Corea (abitazione)
Il termine coree designa gli insediamenti sorti negli anni del conflitto in Asia orientale nei comuni della cintura milanese (quali Cinisello Balsamo, Bollate, Cologno Monzese). Si trattava di cubicoli addossati gli uni agli altri, eretti spesso personalmente dagli stessi immigrati meridionali che vi abitavano, realizzati a partire da strutture preesistenti di casolari e masserie, in violazione alla legge del 1942 in materia urbanistica che estendeva l'obbligo del piano regolatore ai comuni con meno di 10 000 abitanti. Tali strutture sorgevano ai bordi dei centri abitati, inglobando i cascinali con stalle e pollai; i proprietari raramente li portavano a compimento, ripromettendosi di ampliarli in altezza al fine di ricavarne stanze da affittare agli ultimi arrivati. Inoltre la loro disposizione era assolutamente casuale e disordinata, tale da assicurare in qualche misura una privacy non dovendo avere a che fare con dirimpettai. Queste zone abitative erano connotate dall'assenza pressoché totale di servizi e infrastrutture di collegamento con il contiguo tessuto urbano. Sotto questo punto di vista le "Coree" si configuravano come dei pagliericci sociali, nei quali non avveniva quel processo di integrazione dell'immigrato che si verificava invece nella metropoli.
A Milano venivano definiti "coreani" gli abitanti nelle zone periferiche o provenienti da lontano, nello stesso periodo del conflitto In Corea, paese del quale la maggior parte degli italiani non aveva mai sentito parlare.
Nella cintura venivano spesso utilizzati per abitazione i vani angusti di sottotetto o le Corree, spazi ricavati nell'edilizia economica per abitazioni a un solo piano, speculando sulla costruzione di scantinati e profonde fondamenta. Negli anni della ricostruzione gli immigrati si adattavano anche in sottoscale, sottotetti e dormitori.